# Isaac Christie-Davies
Isaac Christie-Davies (Brighton, 18 de octubre de 1997) es un futbolista británico que juega en la demarcación de centrocampista.

## Biografía
Tras formarse en las filas inferiores del Chelsea FC y posteriormente del Liverpool FC, finalmente en 2019 ascendió al primer club, haciendo su debut el 17 de diciembre en un encuentro de la Copa de la Liga contra el Aston Villa FC disputando 77 minutos tras ser sustituido por Leighton Clarkson, produciéndose un resultado de 5-0 a favor del conjunto birminghense.

## Clubes
| Club                                    | País       | Año       | Partidos | Goles |
| --------------------------------------- | ---------- | --------- | -------- | ----- |
| Liverpool F. C.                         | Inglaterra | 2019-2020 | 1        | 0     |
| Círculo de Brujas (cedido)              | Bélgica    | 2020      | 0        | 0     |
| Barnsley F. C.                          | Inglaterra | 2020-2021 | 0        | 0     |
| F. C. DAC 1904 Dunajská Streda (cedido) | Eslovaquia | 2021      | 10       | 0     |
| Barnsley F. C.                          | Inglaterra | 2021-2022 | 2        | 0     |
| K. A. S. Eupen                          | Bélgica    | 2022-2024 | 41       | 0     |